# Svatý oddíl (Théby)

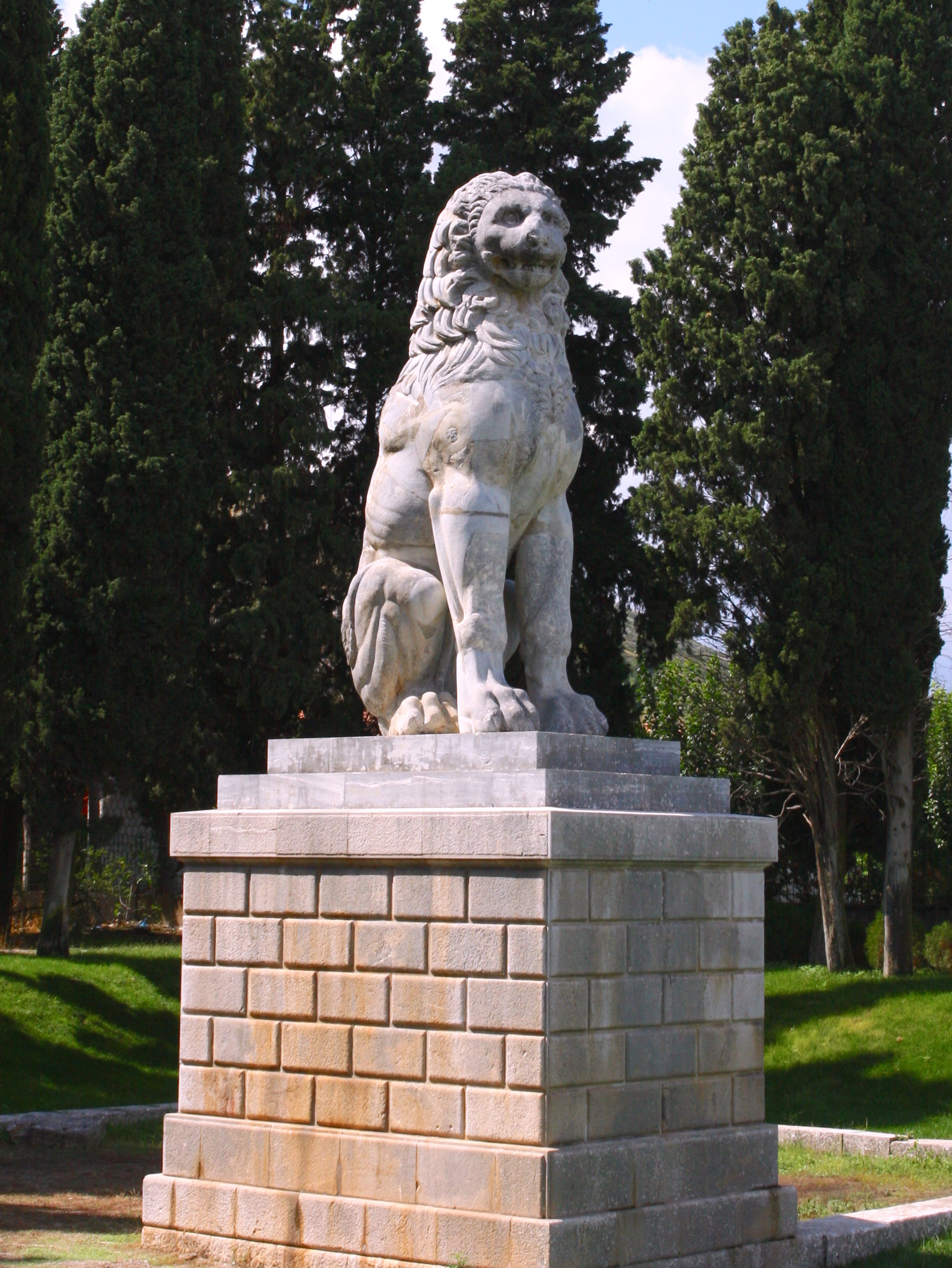
Chaironejský lev vztyčený na památku oddílu

Svatý oddíl (ve starověké řečtině: Ἱερὸς Λόχος, Hieròs Lóchos) byl elitní oddíl v armádě starověkého řeckého města Théby tvořený 150 páry mužů, kteří spolu žili ve stejnopohlavních svazcích. Skupina byla vytvořena pravděpodobně roku 378 př. n. l. thébským velitelem Gorgidem. Hlavní ideou elitního oddílu byla představa, že muži, kteří jsou si vzájemně romantickými partnery a chovají k sobě hluboké city, budou výrazně efektivněji společně bojovat, aby zabránili zranění nebo dokonce smrti svého milovaného.

## Složení
Podle Plútarcha byl oddíl vytvořen osobním výběrem Gorgida a muži byli rozřazeni do pederastických párů, kdy starší muž byl zván erastês („milenec“/„milující“) a mladší erômenos („milovaný“). Přesný věk, ve kterém se muži stávali členy oddílu a kdy z něj odcházeli není přesně zaznamenán, ale komparací s obdobnými oddíly ve Spartě a Athénách se předpokládá, že muž byl po intenzivním víceletém výcviku regulérně přijat do oddílu tím, že dostal od svého erastêna plnou sestavu brnění a výzbroje, zhruba ve věku 20–21 let. Dále se předpokládá, že muži z oddílu odcházeli jako veteráni ve věku asi 30 let.

## Nasazení a zánik
Thébský Svatý oddíl se značně vyznamenal roku 371 př. n. l. v bitvě u Leukter, kde sehrál klíčovou úlohu v porážce Sparty. K zničení a rozpadu Svatého oddílu došlo roku 338 př. n. l. v bitvě u Chaironeie, kde bylo 254 mužů zabito a 46 zraněno nebo zajato. Jednalo se o drtivou porážku Théb, která vedla ke vzniku Korintského spolku pod vedením Filipa II. Makedonského roku 337 př. n. l.

## Památník
V Chaironei byl Thébami na počest svého padlého elitního oddílu postaven monumentální památník v podobě lva na podstavci. Později byl památník ztracen, dokud na něj náhodou nenarazil roku 1818 anglický architekt George Ledwell Taylor, který trávil léto s přáteli v Řecku. Památník byl odkryt, ale již během řecké osvobozenecké války byl z větší části zničen z rozhodnutí řeckého generála, který doufal, že pod ním nalezne ukrytý poklad, ale objevil pouze těla s výzbrojí.
Později v 19. století byl na místě památníku podniknut archeologický průzkum, který nalezl 254 těl pohřbených v 7 řadách. Od konce 19. století začal britský archeolog Cecil Harcourt Smith nabízet řeckému království, že památník zrekonstruuje, což úřady dlouho nechtěly povolit, ale nakonec roku 1902 ustoupily. Lev byl rekonstruován úlomek po úlomku, pouze podstavec musel být zbudován nový.